# Coupe d'Irlande de football 2025
Navigation
Édition précédente Édition suivante
La Coupe d'Irlande de football 2025 est la 105e édition de la Coupe d'Irlande de football organisée par la Fédération d'Irlande de football. La compétition porte le nom de son sponsor principal : Sport Direct FAI Senior Cup. Elle commence en avril pour se terminer en novembre 2024. Le vainqueur gagne le droit de participer à la Ligue Conférence 2026-2027. Le Drogheda United Football Club défend son trophée acquis en 2024.

## Organisation
Vingt-quatre équipes amateures sont invitées à participer à la compétition. Elles sont issues des compétitions Intermediate et Junior du Leinster, du Munster et d'Ulster.
Elle viennent compléter les vingt équipes disputant le championnat d'Irlande de football.
Ce sont donc quarante quatre équipes qui participent à cette édition de la coupe d'Irlande.

## Participants
Les vingt-quatre équipes amateures invitées sont : Baldoyle United, Bangor Celtic, Crumlin United, Killester Donnycarney, Liffey Wanderers, Lucan United, St Mochta's, Tolka Rovers, Usher Celtic, Wayside Celtic, College Corinthians, Douglas Hall, Midleton FC, Ringmahon Rangers, St Michael's FC, UCC FC, Fanad United FC, Janesboro FC, North End United, River Valley Rangers et Salthill Devon.
Ces équipes ont en commun de s'être qualifiées pour les huitièmes de finale de la FAI Intermediate Cup ou en demi-finale de la FAI Junior Cup.
| League of Ireland Premier Division | League of Ireland First Division | Leinster Senior League | Munster Senior League                                                                             | Autres ligues |
| --- | --- | --- | ------------------------------------------------------------------------------------------------- | --- |
| - Bohemian FC - Cork City FC - Derry City FC - Drogheda United - Galway United - St. Patrick's Athletic FC - Shamrock Rovers - Shelbourne FC - Sligo Rovers - Waterford FC | - Athlone Town - Bray Wanderers - Cobh Ramblers - Dundalk FC - Finn Harps - Kerry FC - Longford Town - Treaty United FC - UCD - Wexford FC | - Baldoyle United - Bangor Celtic - Crumlin United - Killester Donnycarney - Liffey Wanderers - Lucan United - St Mochta's - Tolka Rovers - Usher Celtic - Wayside Celtic | - College Corinthians - Douglas Hall - Midleton FC - Ringmahon Rangers - St Michael's FC - UCC FC | - Fanad United FC (Inishowen Football League) - Janesboro FC (Limerick) - North End United (Wexford) - River Valley Rangers (Dublin & District League) - Salthill Devon (Galway & District League) |

## Compétition

### Premier tour
Le premier tour concerne les équipes amateures. Le tirage au sort a lieu le 8 avril 2025
| Club recevant       | Score   | Club visiteur         | Lieu de la rencontre       | Date        |
| ------------------- | ------- | --------------------- | -------------------------- | ----------- |
| North End United    | 1-4     | Castlebar Celtic      | Hollygrove                 | 11 mai 2025 |
| Wayside Celtic      | 4-0     | River Valley Rangers  | Jackson Park               | 15 mai 2025 |
| Crumlin United      | 4-2     | Lucan United          | Pearse Park, Dublin        | 16 mai 2025 |
| Midleton FC         | 0-6     | Killester Donnycarney | Knockgriffin Park          | 17 mai 2025 |
| College Corinthians | 1-2     | Bangor Celtic         | Corinthians Park, Douglas  | 17 mai 2025 |
| Ringmahon Rangers   | 1-3     | UCC                   | Ringmahon Park, Mahon      | 17 mai 2025 |
| Fairview Rangers    | 4-0     | Baldoyle United       | Fairgreen, Garryowen       | 17 mai 2025 |
| St Mochta's         | 4-0     | Douglas Hall          | Porterstown Road, Dublin   | 17 mai 2025 |
| Salthill Devon      | 2-1     | Liffey Wanderers      | Drom Soccer Park, Salthill | 18 mai 2025 |
| Tolka Rovers        | 3-1     | Janesboro             | Frank Cooke Park, Dublin   | 18 mai 2025 |
| Leicester Celtic    | 2-1     | Fanad United          | Loreto Park, Dublin        | 18 mai 2025 |
| St Michael's AFC    | forfait | Usher Celtic          |                            |             |

### Deuxième tour
Le deuxième tour voit l'entrée en lice des vingt équipes professionnelles. Le tirage au sort a lieu le 5 juin 2025 au siège de la fédération. Les matchs sont programmés pour le week-end du 20 juillet 2025.
| Club recevant             | Score     | Club visiteur     | Lieu de la rencontre | Date            |
| ------------------------- | --------- | ----------------- | -------------------- | --------------- |
| Dundalk FC                | 0-2       | Sligo Rovers      | Oriel Park           | 18 juillet 2025 |
| Finn Harps                | 3-0       | UCD               | Finn Park            | 18 juillet 2025 |
| Bray Wanderers            | 3-0       | Wayside Celtic FC | St Colman's Park     | 18 juillet 2025 |
| Kerry FC                  | 2-1 a. p. | Athlone Town      |                      | 18 juillet 2025 |
| Treaty United             | 1-5       | Derry City FC     |                      | 18 juillet 2025 |
| Drogheda United           | 5-0       | Crumlin United    |                      | 18 juillet 2025 |
| Galway United             | 2-0       | Tolka Rovers      |                      | 18 juillet 2025 |
| Killester Donnycarney     | 0-7       | Bohemian FC       | Dalymount Park       | 18 juillet 2025 |
| Waterford FC              | 5-1       | St Mochta's FC    | RSC                  | 18 juillet 2025 |
| Shamrock Rovers           | 4-0       | Wexford FC        | Tallaght Stadium     | 18 juillet 2025 |
| Fairview Rangers AFC      | 0-4       | Shelbourne FC     | Singland Park        | 19 juillet 2025 |
| Cork City FC              | 3-0       | Leicester Celtic  | Turner's Cross       | 19 juillet 2025 |
| Salthill Devon            | 1-0       | St Michael's FC   | Drom Soccer Park     | 19 juillet 2025 |
| Bangor Celtic             | 0-2       | Cobh Ramblers FC  | Pearse Park          | 19 juillet 2025 |
| St. Patrick's Athletic FC | 8-0       | UCC AFC           | Richmond Park        | 20 juillet 2025 |
| Castlebar Celtic          | 3-6       | Longford Town     | Celtic Park          | 20 juillet 2025 |

Le deuxième tour met en évidence une très grande différence de niveau entre les trois ensembles de clubs qui y participent. Les clubs de Premier League n'ont pas été inquiétés par les équipes issues de divisions inférieures. Même Dundalk qui survole la First Division c'est très logiquement incliné contre Sligo qui peine en bas de tableau de la première division. De même les clubs de First Division ont très facilement écarté les clubs amateurs, souvent sur de très lourd scores.

### Troisième tour
Le tirage au sort a lieu le 22 juillet 2025 au siège de la fédération. Les matchs sont programmés pour le week-end du 17 août 2025.
Le tirage au sort a décidé de deux derbies. Celui de Dublin avec une opposition entre St. Patrick's Athletic FC et Shelbourne FC et celui moins courant de Galway avec une rencontre entre Salthill Devon la dernière équipe amateure en compétition et son grand voisin de Galway FC. Une dernière curiosité avec la revanche de la dernière finale de la coupe d'Irlande puisque Derry accueille Drogheda.
| Club recevant             | Score           | Club visiteur    | Lieu de la rencontre | Date         |
| ------------------------- | --------------- | ---------------- | -------------------- | ------------ |
| Finn Harps                | 3-1             | Bray Wanderers   | Finn Park            | 17 août 2025 |
| Kerry FC                  | 2-0             | Cobh Ramblers FC |                      | 17 août 2025 |
| Cork City FC              | 2-1             | Waterford FC     | Turners Cross        | 17 août 2025 |
| Salthill Devon            | 0-4             | Galway FC        |                      | 17 août 2025 |
| Bohemian FC               | 0-1             | Sligo Rovers     | Dalymount Park       | 17 août 2025 |
| Derry City FC             | 1-1 t. a. b.0-3 | Drogheda United  |                      | 18 août 2025 |
| Shamrock Rovers           | 2-0             | Longford Town    | Tallaght Stadium     | 19 août 2025 |
| St. Patrick's Athletic FC | 2-0             | Shelbourne FC    | Richmond Park        | 19 août 2025 |